# Fonts de Sant Roc (Olot)
Les Fonts de Sant Roc són unes fonts d'Olot (Garrotxa) protegides com a Bé Cultural d'Interès Local.

## Descripció
A partir de les aigües que durant molt temps van servir pel proveïment d'Olot, es conformà aquesta font segons l'obra de millora projectada i dirigida per Josep Berga i Boix el 1885. Font monumental formada per una paret de carreus de pedra volcànica i coronada per un frontó amb pendent a dues aigües, i coronat amb una creu de ferro decorada amb motius florals de metall. La font pròpiament raja per dos brocs i recull l'aigua una pica de marbre. Sobre la font s'hi col·locà el 1974 una decoració amb rajola vidriada amb la figura de Sant Roc, creada per Marià Oliveras. Davant la font hi ha un espai circular, amb la paret que aguanta aquesta primera feixa respecte el riu, i en l'espai també hi ha una àrea de bancs i taules petites.